# Margarita Mamun
Margarita Abdullaevna Mamun, coniugata Suchorukova, detta Rita (in russo Маргарита Абдуллаевна Мамун Сухоруковa?; Mosca, 1º novembre 1995), è un'ex ginnasta russa di origini bengalesi, vincitrice della medaglia d'oro nel concorso individuale di ginnastica ritmica alle Olimpiadi di Rio de Janeiro 2016.

## Biografia
Margarita Mamun è nata a Mosca da padre bengalese e madre russa. Il padre, Abdullah Al Mamun (che aveva acquisito nazionalità russa dopo essersi stabilito a Mosca per motivi di studio) era ingegnere navale; la madre, Anna, è un'ex ginnasta ritmica. Mamun ha iniziato a praticare la ginnastica ritmica all'età di 7 anni. Il suo debutto giovanile con la nazionale risale al 2005. Dopo avere rappresentato per un breve periodo il Bangladesh, in seguito Mamun ha definitivamente optato per la bandiera russa. Il suo primo importante successo è arrivato con la vittoria nei campionati russi del 2011, trionfando nelle clavette, nella palla e nel cerchio.
Nel 2013 ha partecipato ai suoi primi campionati europei senior, disputati a Vienna, vincendo la medaglia d'oro nella gara a squadre e nel nastro, oltre a tre argenti vinti nel cerchio, nastro e clavette. Successivamente ha preso parte alle Universiadi di Kazan' 2013, vincendo in totale quattro ori (all-around, cerchio, clavette, nastro). Lo stesso anno ha anche disputato i suoi primi campionati mondiali a Kiev vincendo due ori nella palla e nelle clavette, in quest'ultimo caso a pari merito con la connazionale Jana Kudrjavceva, oltre a un bronzo nel cerchio.
Successivamente Mamun si è confermata come la principale ginnasta in grado di competere ai livelli della connazionale Jana Kudrjavceva: ai mondiali di Smirne 2014 ha vinto tre ori (nella gara a squadre, nel nastro, e nella palla a pari merito con la Kudrjavceva) e tre medaglie d'argento dietro la connazionale russa.
L'anno successivo si è laureata campionessa europea nel cerchio, oltre a vincere un altro oro nella gara a squadre e un argento nella palla. In seguito ha partecipato ai I Giochi europei di Baku 2015 conquistando l'oro nel cerchio e l'argento nel concorso individuale. Data inizialmente tra le partecipanti alle Universiadi di Gwangju 2015, poco prima dell'inizio della competizione è stata annunciata la sua assenza a causa di timori legati a un focolaio di sindrome respiratoria mediorientale da Coronavirus scoppiato in Corea del Sud.
Ai mondiali di Stoccarda 2015 Mamun ha vinto nel cerchio e si è piazzata al secondo posto nella palla e nel nastro insidiando la Kudrjavceva; al primo posto fino all'ultimo attrezzo nella gara all-around, un errore finale le è costato il titolo mondiale con la rimonta della Kudrjavceva.
Nel 2016 ai Giochi olimpici di Rio de Janeiro Mamun vince l'oro nel concorso generale individuale, superando la connazionale e campionessa del mondo in carica Kudrjavceva, che deve accontentarsi dell'argento, e l'ucraina Hanna Rizatdinova. Nella finale olimpica, Mamun è stata l'unica ginnasta ad aver raggiunto un punteggio superiore al 19 (su un totale di 20) in tutti e quattro gli attrezzi (cerchio: 19.050; palla: 19.150; clavette: 19.050; nastro: 19.233). Sfortunatamente, la vittoria viene presto guastata da un triste fattoː suo padre muore di tumore dello stomaco pochi giorni dopo la conquista. In seguito, accetta la proposta di matrimonio del nuotatore russo Aleksandr Suchorukov, che sposa l'8 settembre 2017.
Il 4 novembre 2017 la sua allenatrice Irina Viner-Usmanova ha annunciato il ritiro della ginnasta dall'attività agonistica.
Il 17 luglio 2019, Mamun announcia la propria gravidanza attraverso Instagram. Il 3 ottobre 2019, dà alla luce il figlio Lev Alexandrovich Sukhorukov.

## Documentario
Il film documentario "Over the Limit", della regista Marta Prus, racconta la vita e la preparazione di Mamun poco prima della conquista dell’oro olimpico.

## Palmarès

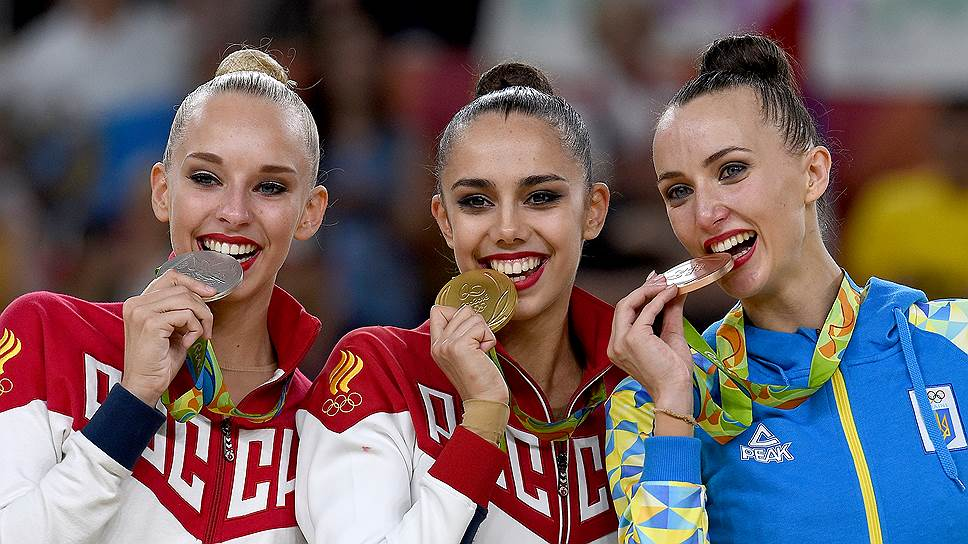
Margarita Mamun (al centro) sul podio alle Olimpiadi di insieme a Jana Kudrjavceva (a sinistra) e Hanna Rizatdinova (a destra).

- Giochi olimpici

Rio de Janeiro 2016: oro nel concorso individuale.
- Campionati mondiali di ginnastica ritmica

Kiev 2013: oro nella palla e nelle clavette, bronzo nel cerchio.
Smirne 2014: oro nella palla, nel nastro e nella gara a squadre. Argento nel cerchio, nelle clavette e nella gara all-around.
Stoccarda 2015: oro nel cerchio e nella gara a squadre; argento nella palla, nel nastro e nell'all-around.
- Campionati europei di ginnastica ritmica

Vienna 2013: oro nella gara a squadre e nel nastro; argento nel cerchio, nella palla e nelle clavette.
Minsk 2015: oro nel cerchio e nella gara a squadre; argento nella palla.
Holon 2016: argento nella gara all-around.
- Giochi europei

Baku 2015: oro nel cerchio, argento nell'all-around.
- Universiadi

Kazan' 2013: oro nella gara all-around, nel cerchio, nelle clavette e nel nastro.

## Onorificenze

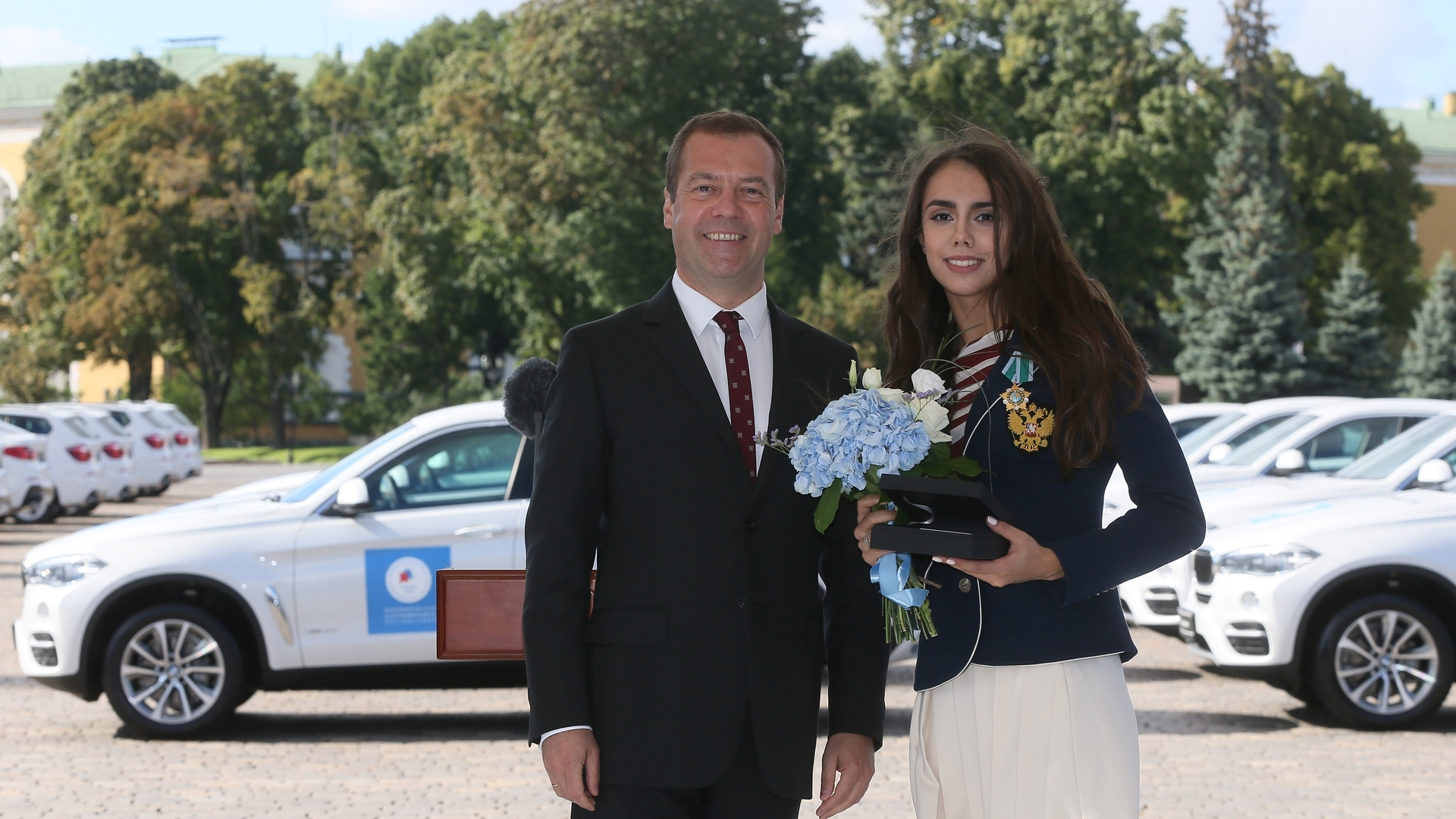
Il primo ministro russo Dmitrij Medvedev e Margarita Mamun alla cerimonia di assegnazione dell'Ordine dell'Amicizia.

## Informazioni sulle musiche utilizzate nelle routine
| Anno | Attrezzo           | Brano musicale                                                                                               |
| ---- | ------------------ | --- |
| 2016 | Cerchio (secondo)  | Concerto di Berlino di Vladimir Cosma                                                                        |
| 2016 | Cerchio (primo)    | Concerto No. 1 in sol maggiore for violoncello e orchestra, Op. 49: I. Allegro di Dmitrij Šostakovič         |
| 2016 | Palla              | Sergej Rachmaninov - Elegie from Morceaux de Fantaisie (Op. 3 No.1); violoncello: Mischa Maisky              |
| 2016 | Clavette           | We Will Rock You dei Queen                                                                                   |
| 2016 | Nastro             | A New Swan Queen, Night Of Terror, Perfection musica dal film "Il cigno nero" di Clint Mansell               |
| 2016 | Gala               | At Home Among Strangers di Ėduard Artem'ev                                                                   |
| 2015 | Cerchio            | Oblivion di Astor Piazzolla; violino: Gidon Kremer                                                           |
| 2015 | Palla              | Bolero di Maurice Ravel                                                                                      |
| 2015 | Clavette           | Single Ladies (Put a Ring on It) di Beyoncé                                                                  |
| 2015 | Nastro             | Gran duetto per violoncello e piano di Galina Ustvolskaya, eseguito da Mstislav Rostropovič, Aleksej Lubimov |
| 2015 | Gala               | Maybe I Maybe You di Scorpions                                                                               |
| 2014 | Cerchio            | Spartacus – Ballet Suite No. 2: Adagio di Spartacus e Phrygia di Aram Chačaturjan                            |
| 2014 | Palla              | Memorial di Michael Nyman                                                                                    |
| 2014 | Clavette (seconda) | Sphynx (Club Mix) di Giampiero Ponte                                                                         |
| 2014 | Clavette (prima)   | Lolo, Lolo, Lolo di Sevda Alakbarzadeh                                                                       |
| 2014 | Nastro             | Giselle: No. 18, Giselle: No. 19 – Allegro - London Philharmonic Orchestra                                   |
| 2014 | Gala               | Maybe I Maybe You di Scorpions                                                                               |
| 2013 | Cerchio            | Dona Francisquita – Fandango di Maria Bayo, Plácido Domingo, Alfredo Kraus                                   |
| 2013 | Palla              | Notturno in do diesis minore di Frédéric Chopin                                                              |
| 2013 | Clavette           | I Love Paris di Peter Cincotti                                                                               |
| 2013 | Nastro             | Echo Of Love di Anna German                                                                                  |
| 2012 | Cerchio            | La Bohème (strumentale) di Charles Aznavour                                                                  |
| 2012 | Palla              | Song from a Secret Garden di Secret Garden                                                                   |
| 2012 | Clavette           | Andalucia / Taliquete di Bill Whelan / Miguel Czachowski                                                     |
| 2012 | Nastro (secondo)   | Ne Me Quitte Pas di Jacques Brel                                                                             |
| 2012 | Nastro (primo)     | "Money Money Money" - The royal philharmonic orchestra                                                       |
| 2011 | Cerchio            | ? |
| 2011 | Clavette           | Caravane / Der Bauch / Istikhbar di Radar / MC Sultan / Gnawa Diffusion                                      |
| 2011 | Palla              | Song from a Secret Garden di Secret Garden                                                                   |
| 2011 | Nastro             | Tombe la neige di Raymond Lefevre                                                                            |

## Risultati olimpici dettagliati
| Anno | Competizione | Sede           | Musica                                                                                          | Attrezzo   | Classifica - Finale | Punteggio - Finale | Classifica - Qualificazioni | Punteggio - Qualificazioni |
| ---- | ------------ | -------------- | ----------------------------------------------------------------------------------------------- | ---------- | ------------------- | ------------------ | --------------------------- | -------------------------- |
| 2016 | Olimpiade    | Rio de Janeiro |                                                                                                 | All-around | Prima               | 76.483             | Prima                       | 74.383                     |
| 2016 | Olimpiade    | Rio de Janeiro | Concerto di Berlino di Vladimir Cosma                                                           | Cerchio    | Seconda             | 19.050             | Prima                       | 18.833                     |
| 2016 | Olimpiade    | Rio de Janeiro | Sergej Rachmaninov - Elegie from Morceaux de Fantaisie (Op. 3 No.1); violoncello: Mischa Maisky | Palla      | Seconda             | 19.150             | Prima                       | 19.000                     |
| 2016 | Olimpiade    | Rio de Janeiro | We Will Rock You di Queen                                                                       | Clavette   | Prima               | 19.050             | Undicesima                  | 17.500                     |
| 2016 | Olimpiade    | Rio de Janeiro | A New Swan Queen, Night Of Terror, Perfection musica dal film "Il cigno nero" di Clint Mansell  | Nastro     | Seconda             | 19.233             | Prima                       | 19.050                     |